# Bulo de las ballenas del Gran Lago Salado

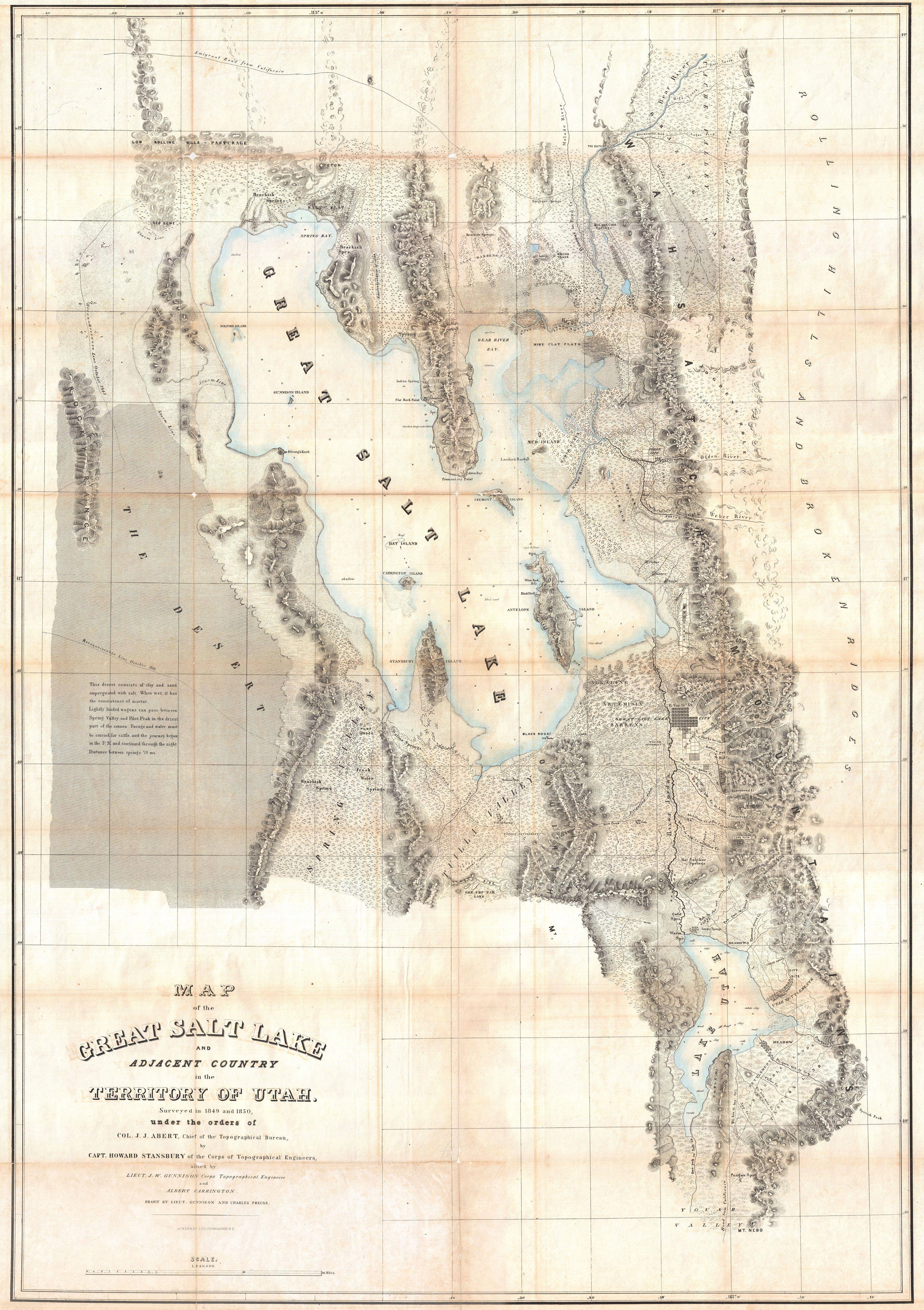
Mapa del Gran Lago Salado del.

El bulo de las ballenas del Gran Lago Salado es un bulo y una leyenda urbana del siglo XIX en Utah, que ha aparecido en varios relatos a lo largo del tiempo. La historia se centra en un supuesto intento de un científico británico, James Wickham, de introducir ballenas en el Gran Lago Salado con la intención de iniciar una industria de aceite de ballena.

## Antecedentes y origen
La historia se informó por primera vez en 1888 cuando el Salt Lake Herald-Republican reimprimió un artículo publicado originalmente en un periódico canadiense. El artículo afirmaba que el científico y empresario británico James Wickham había introducido dos ballenas en el Gran Lago Salado en 1875, con el objetivo de establecer una industria de aceite de ballena en Utah.
Según el artículo, Wickham capturó las ballenas cerca de Australia y las transportó desde San Francisco a Utah en tren en tanques especialmente diseñados llenos de agua de mar. Al parecer, tras ser liberadas en el lago, las ballenas se liberaron de un recinto cercado y desaparecieron en aguas más profundas. La historia también afirmó que años después, un agente en contacto con Wickham informó haber visto a las ballenas y sus crías «chapoteando y jugando» en el lago.
Informes posteriores del Jefferson County Sentinel, un periódico con sede en Ohio, en mayo de 1888 agregaron más detalles al bulo. Un artículo incluía una carta de un residente de Cleveland, Ohio, que preguntaba con humor si sería necesario un permiso de la iglesia para iniciar una industria ballenera en el Gran Lago Salado. La carta relata el experimento de Wickham, afirmando que las ballenas habían crecido significativamente desde su liberación y habían producido descendencia.
En 1890, el Utah Daily Enquirer, un periódico hoy desaparecido de Provo, publicó un artículo que conmemoraba el 15.º aniversario de la supuesta introducción de las ballenas. El informe indicó que las ballenas habían crecido hasta 60 pies (18,3 m) de longitud y produjeron descendencia. El Enquirer describió el experimento de Wickham como un éxito, a pesar de la naturaleza improbable de las afirmaciones.

## Respuesta pública y desacreditación
La historia de ballenas viviendo prósperamente en el Gran Lago Salado fue recibida con escepticismo, en gran medida debido a la alta salinidad del lago (entre 1,5 y 8 veces más salado que el agua del mar) y la poca profundidad (16 pies (5 m) en promedio, 46 pies (14 m) en su punto más profundo), que son entornos inadecuados para los grandes mamíferos marinos. A pesar de ello, la leyenda perduró en diversas versiones. El periódico Deseret News y otras fuentes desmintieron la historia, señalando errores fácticos, como la afirmación de que las ballenas ponen huevos, una imposibilidad dado que las ballenas son mamíferos placentarios.
Algunos medios de comunicación, como el Jefferson County Sentinel, añadieron detalles humorísticos, sugiriendo que las ballenas podrían utilizarse para impulsar barcos transbordadores a través del lago. El Utah Historical Quarterly también destacó que las afirmaciones sobre el experimento de Wickham eran exageradas, presentándolas como un producto de la imaginación creativa de la época, destinadas más al entretenimiento que a la información veraz.

## Legado y relatos modernos
En 2019, los artistas Christine Baczek y David Hyams presentaron la historia en su exhibición «Whale of a Tale» en la Galería Río en Salt Lake City. La exposición incluyó fotografías de estilo histórico (ferrotipos) que representaban escenas ficticias de las ballenas siendo transportadas al Gran Lago Salado.
En 2021, el profesor de grabado Justin Diggle creó una pieza titulada A Whale from the Great Salt Lake, Utah, para la Bienal de Grabado Abierto imPRESSions. Inspirada en la leyenda de James Wickham, quien introdujo las ballenas en el lago, la impresión, un collage de fotografías tomadas alrededor de la Isla Antílope, representa el mito de las ballenas.
En 2023 se estrenó el cortometraje independiente Whales of the High Desert, dirigido por Joseph LeBaron. La película se centra en los orígenes y la continuación de la leyenda de las ballenas, basándose en una entrevista con la Dra. Lynne McNeill, especialista en folclore de la Universidad Estatal de Utah. La película también aborda las preocupaciones medioambientales relacionadas con el Gran Lago Salado. Producida en colaboración con FRIENDS of Great Salt Lake, la película fue una selección oficial del Festival Internacional de Cine de Utah, con planes de distribución en PBS en el otoño de 2024.